# 佐賀枝夏文
佐賀枝 夏文（さがえ なつふみ、1948年 - ）は、日本の心理学者。社会福祉学（仏教社会福祉学）と臨床心理学を研究テーマとしている大谷大学教授。臨床心理士（認定資格）・大学カウンセラー（日本学生相談学会認定）の資格があり、学生・生徒の相談員（学生相談員、スクールカウンセラー）などの相談歴がある。富山県魚津市にある真宗大谷派の寺は母親の実家。

## 略歴
- 1975年 大谷大学大学院修了。同年より、児童福祉施設等で児童指導員、心理判定員として12年間従事。その間に約1年間ハンガリーに留学。
- 1986年 大谷大学短期大学部専任講師。
- 現在 大谷大学文学部教授。

## 相談歴
- 1983年 大谷大学 学生相談員(現在に至る)
- 1997年 滋賀県スクールカウンセラー(03年まで)
- 1997年 大谷中高等学校スクールカウンセラー(04年まで)
- 2002年 滋賀県産業推進センター産業保健相談員(04年まで)

## 著書
- 『こころの取扱い説明書』三畳間文庫 2003年
- 『こころの取扱い説明書 －こころのサプリメント編－』三畳問文庫 2004年